# Curélabel
CuréLabel  est un groupe de musique québécois d'inspiration rock et traditionnelle. Souvent aussi nommé Curé Label.

## Biographie
En 2010, le groupe fait ses premières apparitions sur scène et lance l’album Le Roi du Nord (album qui s’est retrouvé en nomination à l’ADISQ en 2011). Le projet CuréLabel a été mis sur les rails en 2007 par trois musiciens professionnels: Michel Banville, Marco Matte et Simon Labrecque. L’idée de faire de la musique inspirée du passé mijotait depuis quelque temps dans les têtes de Marco et Michel – la rencontre avec Simon est venu concrétiser cette envie de faire de la musique près des racines franco-canadiennes. En 2012, Martin Landry se joint au groupe et L’Espace Temps, le second album (nommé à l'ADISQ en 2013), voit le jour,. Les textes gagnent en maturité et cette nouvelle formation à quatre musiciens permet une orchestration plus homogène et plus profonde. En juillet 2013, Mike Labonté s'ajoute à la formation après le départ de Martin Landry. En 2015, le groupe lance Du soir au matin, son troisième opus. En 2017, sort l'album Kona qui provient du jeu vidéo du même titre.